# 緒方孝市
緒方 孝市（おがた こういち、1968年12月25日 - ）は、佐賀県鳥栖市出身の元プロ野球選手（外野手、右投右打）。現在は野球解説者、野球評論家として活動している。
2021年9月から、2022年第8回「スペシャルオリンピックス日本夏季ナショナルゲーム」サポーター。
妻はタレントの緒方かな子。長女は声優の緒方佑奈。

## 経歴

### プロ入り前
佐賀県立鳥栖高等学校では3年春の九州大会でベスト8、夏は全国高等学校野球選手権佐賀大会でベスト4。
1986年のドラフト会議で広島東洋カープが3位指名で交渉権を獲得し契約金3000万円、年俸360万円（金額は推定）で入団合意した。

### 広島時代
プロ入り直後に外野手へ転向。1988年に一軍出場を果たし、1989年オフにペニンシュラ・パイロッツへ野球留学した。
1991年には102試合に出場し、日本シリーズでも先発メンバーとして出場するなど、早くから期待を集めるが、毎年のように怪我に泣かされていた。
1995年には母が死去する不幸に見舞われたが、アキレス腱断裂によって離脱した前田智徳の穴を埋め、レギュラーに定着。監督の三村敏之は「緒方の母は緒方を二度生んだ」と発言、話題となった。規定打席不足ながら打率は3割を超えリーグ8年ぶりとなる40盗塁以上を記録し、47盗塁で盗塁王を獲得した。9月20日のヤクルトスワローズ戦から10月8日の読売ジャイアンツ戦まで10試合連続盗塁を記録し、現在もセ・リーグ記録である。
1996年にはリーグ11年ぶりとなる50盗塁を記録し、オフに4歳年下の中條かな子と結婚。その後、1997年までリーグタイ記録（当時）となる3年連続盗塁王を獲得。この3年間で計146盗塁を記録したが、その間の盗塁失敗は僅か26だった（成功率.849）。1997年に第一子となる長女・佑奈が誕生。
1998年は右方向への打撃を習得し、開幕から高打率を記録。6番という打順の関係もあったが盗塁数も順調に伸び、当時のリーグ新記録となる4年連続盗塁王に加え、首位打者・打点王も視野に入る程の好調だった。本塁打も量産したことでトリプルスリーへの期待も高まったが、6月12日の阪神タイガース戦（阪神甲子園球場）の9回裏に、八木裕が放った飛球を追って柵によじ登ろうとして跳び蹴りを加えた際に右足首を捻挫して離脱。1ヶ月半後に復帰し、復帰後も高打率は維持したものの、本塁打・打点・盗塁に関しては数字が伸びなかった。
1999年は開幕から本塁打を量産。打率も3割を越えて自身初の3割30本塁打を記録。また、この年だけで初回先頭打者本塁打を8本放ち、日本タイ記録を作った。2年連続となる打率3割に加え、自己最多の36本塁打、4割を超える出塁率、さらに5年連続のゴールデングラブ賞を獲得した。同年に第二子となる次女が誕生。
2000年から選手会長に就任。
2001年にかけて大きな故障に苦しみ、出場試合数が激減した。
2002年は打率.300と自身3度目の3割、25本塁打を記録。
2003年は開幕から極度の不振に落ち込むも、4月末に放ったサヨナラ本塁打を機に急上昇し、2年連続の3割（.300）、29本塁打を放ち、自身最多となる82打点を記録した。最終戦となった10月12日の対ヤクルトスワローズ戦（明治神宮野球場）では、試合前時点での成績は打率.297、29本塁打で、3割には最低でも4打数3安打以上の成績が必要だった。2打席目から3打席連続安打を放って3割を達成、3本目の安打は柵最上部に直撃する二塁打で、あと少し飛距離が伸びていたら30本塁打も同時に達成していた。
2004年以降も打撃面では安定した成績を残した。同年オフに椎間板ヘルニア手術を行なったため、2005年の開幕戦出場が危ぶまれたが、オープン戦で復帰。開幕直前の試合で、中堅への大飛球を好捕した際に肩を打撲したことで出場が絶望視されたが出場を果たし、9回表にダン・ミセリから決勝本塁打を放った。

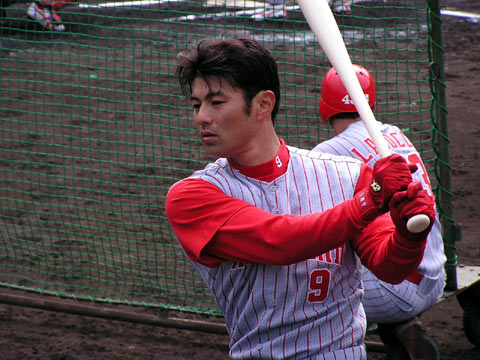
現役時代
(2004年、日南キャンプにて)

この年からセ・パ交流戦が開始されたが、5月22日の対東北楽天ゴールデンイーグルス戦で戸叶尚から顔面に死球を受け、左眼窩を骨折した。しかし、翌日から通常通り練習に参加、その次の試合では代打で復帰するなど鉄人ぶりも見せている。
2006年は4月だけで2本の初回先頭打者本塁打を放つが、5月4日の対東京ヤクルトスワローズ戦で五十嵐亮太から死球を受けて負傷退場。検査の結果、右手薬指開放骨折で全治4週間の診断を受け、登録を抹消された。同年7月16日の対横浜ベイスターズ戦でプロ初の抗議を行なったが、マーティ・レオ・ブラウン監督が制して退場は免れた。同年に第三子となる長男が誕生。
2007年は開幕から先発出場するものの、調子が上がらずに控えに回ることも多かった。復調し始めた矢先に右肘を痛めて登録を抹消されるなど、苦難のシーズンとなった。そのため契約更改では、球団側に引退を考えていることを告げたが引き止められ、翌年からコーチ兼任ながら現役を続行することとなった。
2008年5月25日の対千葉ロッテマリーンズ戦（広島市民球場）で8回に代打として出場し、ウィンストン・アブレイユから逆転本塁打を放った。この本塁打は、セントラル・リーグ通算代打本塁打1500号となった。
2009年には加齢と積年の怪我による足腰の衰えや、新たな右肘の故障による不振によって活躍できず、同年10月1日に現役引退を表明。翌年から野手総合コーチ就任を打診された。引退試合となった10月10日の対読売ジャイアンツ戦（MAZDA Zoom-Zoom スタジアム広島）で8回表より守備に就き、木村拓也が放った中堅飛球を捕球した。その裏の現役最終打席では三塁打を放ち、有終の美を飾った。
現役通算23年は衣笠祥雄と並び球団史上最長である。

### 広島指導者時代

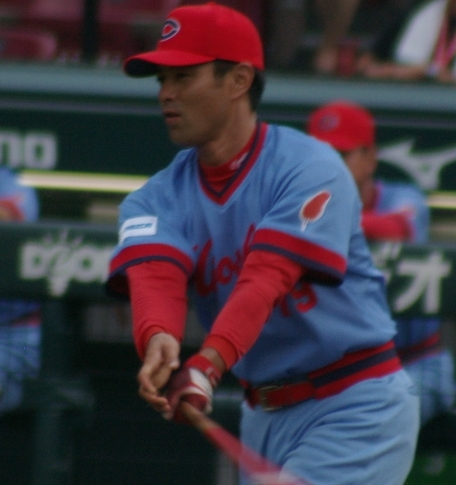
コーチとしてノックをする緒方（2011年8月25日 MAZDA Zoom-Zoom スタジアム広島にて）

現役引退後も退団はせず、コーチや監督として引き続き広島東洋カープに所属。2010年は広島の一軍野手総合コーチとして一塁ベースコーチ、2011年から2012年までは守備走塁コーチとして三塁ベースコーチ、2013年は一軍打撃コーチを務め、2014年は一軍野手総合ベンチコーチ（ヘッドコーチ格）を担当。4月22日の対ヤクルト戦で野村謙二郎監督が判定を巡って5分以上の抗議で遅延行為で退場になった際には、監督代行として指揮を執った。2014年10月15日に野村監督の後任として広島の監督に就任することが発表された。
監督1年目の2015年は4位に終わった。このシーズンを振り返って、翌年緒方は「去年の俺にはバカだと言ってやる」と述べている。
2年目の2016年、チームを25年ぶりのリーグ優勝に導いた。しかし、日本シリーズは北海道日本ハムファイターズに2勝4敗で敗れた。
2017年4月19日の対DeNA戦で審判の判定を巡って暴言を吐いたとして初の退場となった。

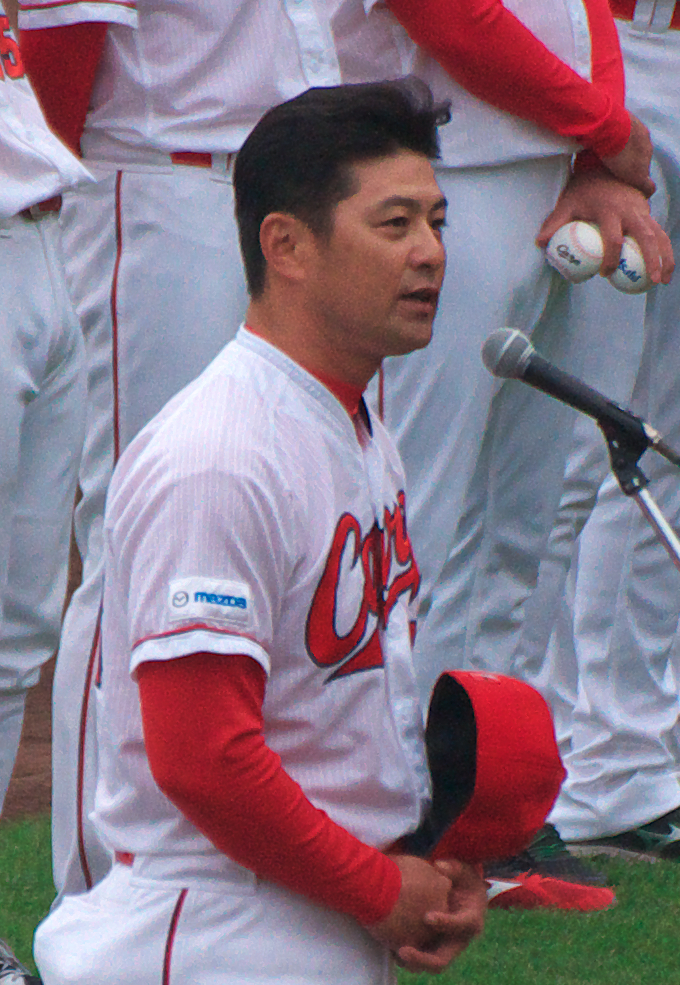
挨拶の言葉を述べる緒方（2015年11月23日 MAZDA Zoom-Zoom スタジアム広島でのファン感謝デーにて）

就任3年目の2017年、チームを37年ぶりのリーグ連覇に導いた。複数回のリーグ連覇を達成した球団はセ・リーグでは読売ジャイアンツ以来となる。しかし、クライマックスシリーズではリーグ3位のDeNAに2勝4敗で敗れ日本シリーズ進出を逃した。
就任4年目の2018年、チームを球団史上初のリーグ3連覇、9度目の優勝に導いた。本拠地での優勝は1991年以来27年ぶり。
クライマックスシリーズでは巨人に3連勝し2年ぶりに日本シリーズ進出を果たすが、日本シリーズでは福岡ソフトバンクホークスに1勝4敗1分けと敗れた。
5年目となる2019年は球団初となるリーグ4連覇を目指して、5月には球団新となる月間20勝を達成して首位に立った。しかし、交流戦は最下位に終わり、リーグ戦再開から球宴前までは20年ぶりの11連敗も経験して首位陥落。9月19日にリーグ4連覇が完全に消滅、30日にはクライマックスシリーズ進出も逃すと同時に4年ぶりのBクラスとなる4位が確定。その責任を取る形で、10月1日に辞任を表明した。

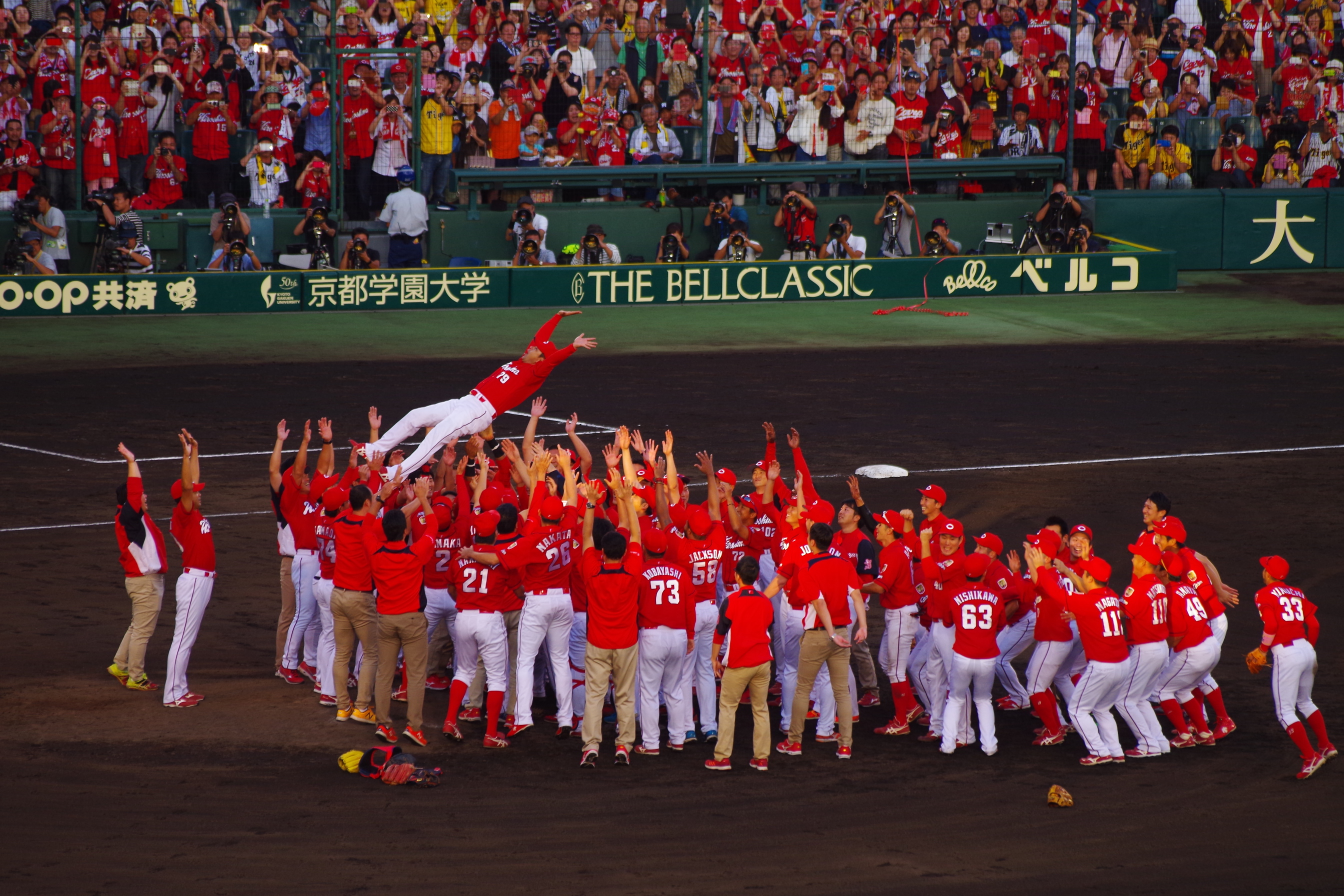
リーグ優勝決定後胴上げされる緒方（2017年9月18日 阪神甲子園球場にて）
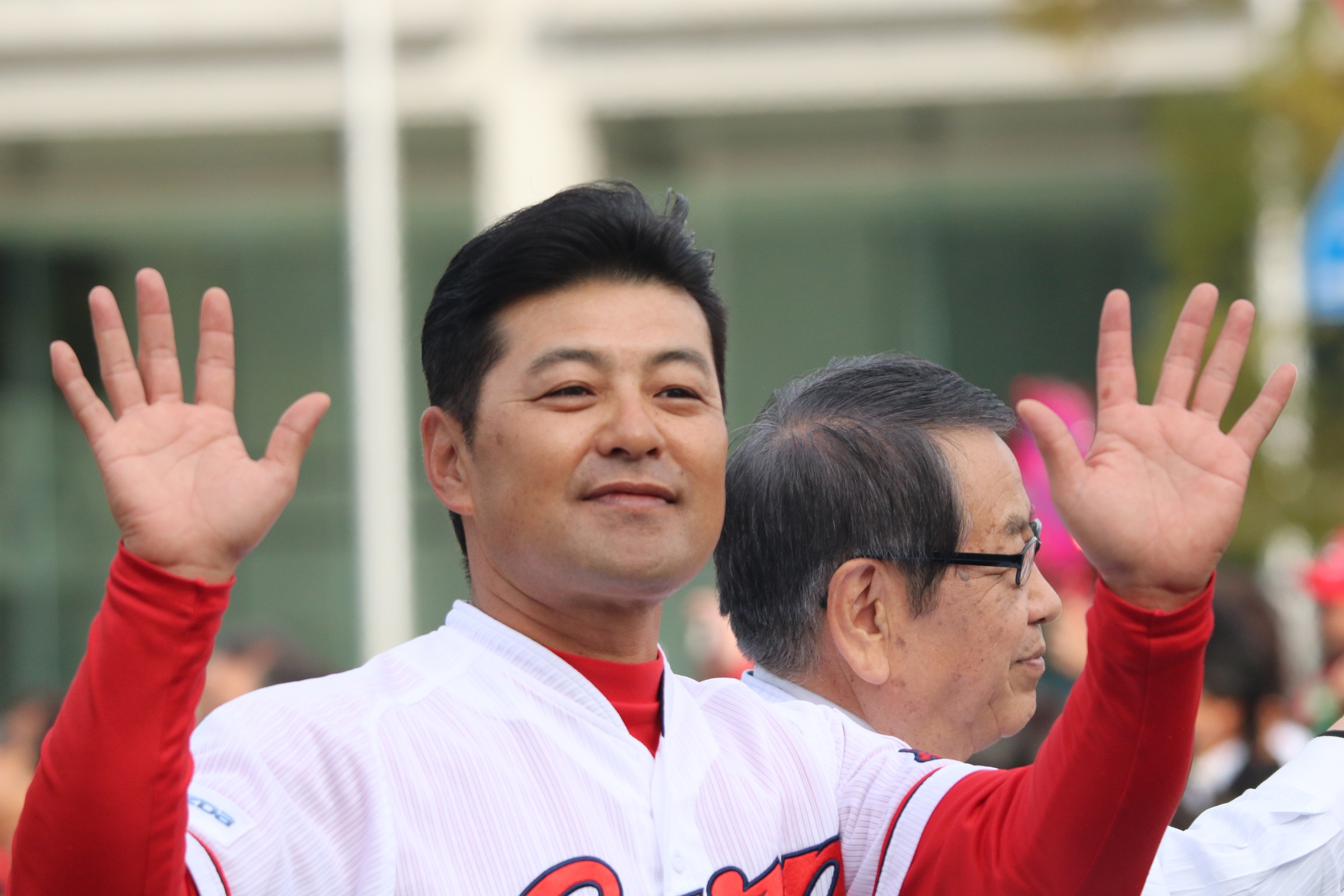
2017年セ・リーグ優勝パレードにて　(右は広島商工会議所会頭の深山英樹)(2017年11月25日 広島市内)
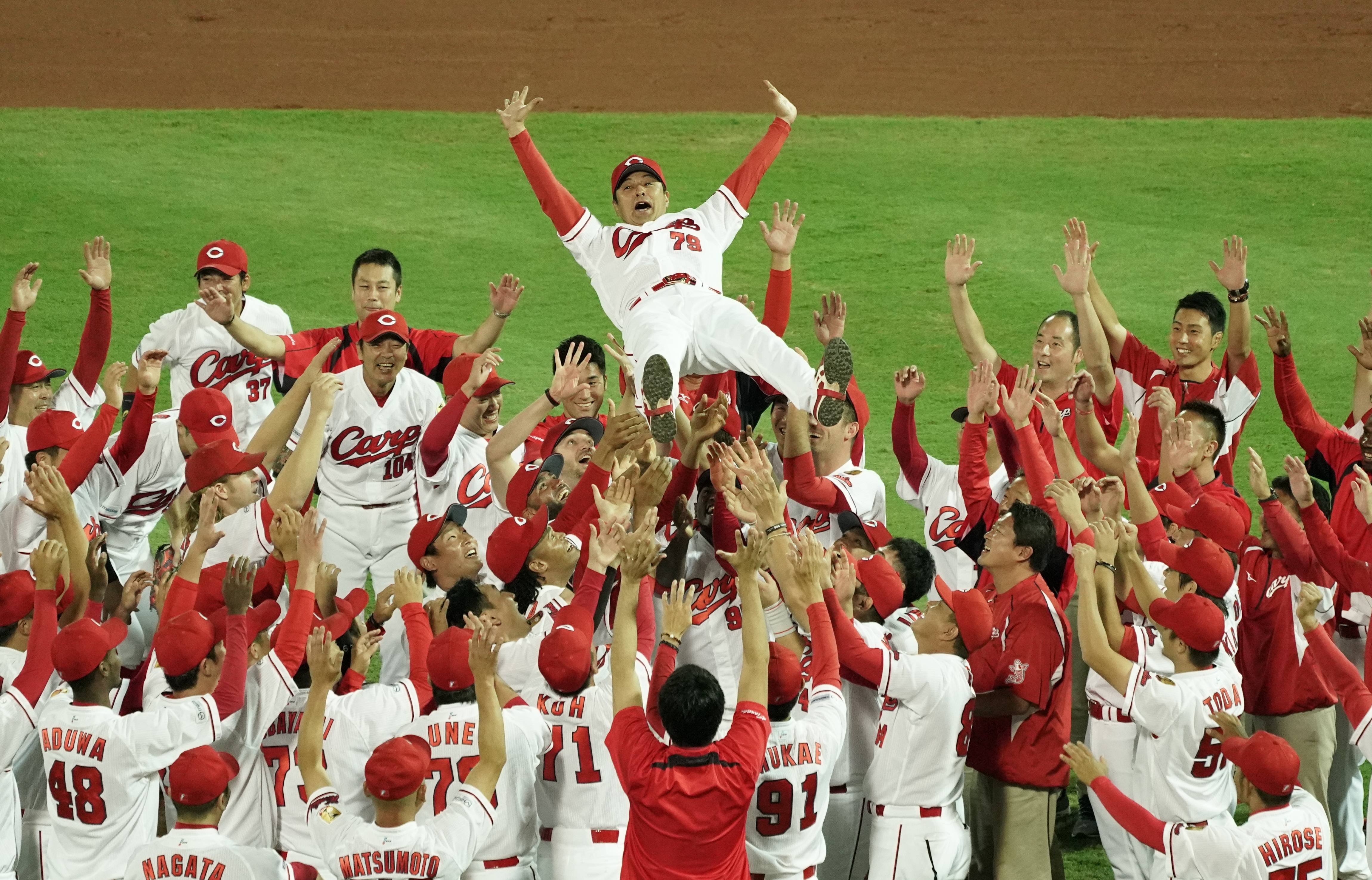
リーグ優勝決定後胴上げされる緒方（2018年9月26日 MAZDA Zoom-Zoom スタジアム広島にて）

### 監督辞任後
監督を辞任した2020年からは日刊スポーツの野球評論家として活動する。
2021年からは専属契約を結ばないフリーの立場でテレビ・ラジオにおける野球解説者としての活動を開始した。スカイAのキャンプ中継としてのゲスト解説者としても出演。更にサンテレビのゲスト解説者としても活動している。2021年9月26日以降はDeNA対広島戦を中心にTBSテレビ（TBSチャンネルでの放送分）の解説者としても出演している。この他、NHK広島放送局やテレビ新広島にも本数契約で出演している。

## 選手としての特徴・人物
盗塁技術はリーグ随一とも言われ、当時捕手として毎年のように盗塁阻止率No.1だった古田敦也ですら手を焼くランナーだった。またその俊足を生かした外野守備も鉄壁で、1995年から5年連続でゴールデングラブ賞を受賞した。しかし1998年に右足首を捻挫すると、その後は盗塁数が激減し、ゴールデングラブ賞も1999年を最後に受賞することはなかった。
怪我で走力を失った一方で、1998年オフの秋季キャンプでは当時の三村敏之監督から打撃改造を勧められ、マンツーマンで指導を受けた。この時にトップの位置を深くするよう言われたことで、翌年本塁打を量産する要因になったと現役引退後に述べている。
2000年に金本知憲がトリプルスリーを達成した際に盗塁が一番の鬼門といわれていたが、3年連続盗塁王になった緒方の走塁を参考にしたのも達成の大きい要因だったとも言われる。
出身高校である鳥栖高校の同級生にはオリンピックに出場経験のある元競泳選手の緒方茂生がいる。

## 監督として
監督としての5年間の通算成績は715試合で398勝303敗14分、勝率.568。就任2年目の2016年には25年振りのリーグ優勝を成し遂げ、以後2018年まで球団史上初の3連覇を果たした。
一方で日本一は0回。2016年の北海道日本ハムとの日本シリーズ、2017年の横浜DeNAとのCSファイナルステージ、2018年の福岡ソフトバンクとの日本シリーズは全て4連敗を喫して敗退している。これら12敗のうち5敗はいずれも1点差で敗れている。原因として1つの戦い方に固執するケースが目立ち、2016年の日本シリーズでは今村猛とジェイ・ジャクソンを6連投させた結果、ジャクソンはシリーズ中3度の逆転打をくらい、防御率15.88と滅多打ちにされたことで日本一を逃した（一方で全試合ベンチ入りした福井優也、一岡竜司、九里亜蓮は1度も登板がなかった）。また、2017年のCSファイナルステージでは流れをつかもうと5試合中4試合で初回に1番・田中広輔が出塁した直後に2番・菊池涼介に送りバントで田中を進塁させたが、これが得点に結びついたのは第4戦(3得点)と第5戦(2得点)のみに留まり、いずれの試合でもDeNAに逆転負けを喫するなどがあった(この他、「10月1日のレギュラーシーズン最終戦から10月18日のCSファイナルステージ第1戦までの間隔日程が16日空き、その間に地元・広島の社会人野球チームとの練習試合を3試合行ったのみでフェニックスリーグへの主力選手の派遣を行わなかった」「8月22日〜24日に、同一カード3試合連続サヨナラ負けを喫するなど、この年のセ・リーグ戦で広島は対DeNA戦にのみ12勝13敗と負け越した」「主砲・鈴木誠也を怪我で欠いた」「シーズン半ばに先発投手陣にへばりが出てきた」などといった不安をかかえたまま挑んだことも敗因として指摘されている)。そして、2018年の日本シリーズでは機動力を活かそうと8度の盗塁を企図したが全て失敗に終わり、盗塁死における日本シリーズワースト記録を樹立した(ソフトバンク捕手の甲斐拓也は日本シリーズMVP)。
就任時には「投手力を含めた守りの野球、攻撃では機動力を全面に出し、接戦で勝ちきれるようしたい」と発言。 投手力を重視したのは、現役時代の1996年に、自チームの投手の駒が足りなかったことで読売ジャイアンツに「メークドラマ」と呼ばれる逆転優勝を許した経験が基となっている。監督1年目の2015年には中崎翔太をストッパーに抜擢するなどリリーフ陣を整備しながら、リーグ2位のチーム防御率を記録。エース・前田健太がチームを去った翌2016年には、リーグトップのチーム防御率で25年ぶりの優勝を達成した。
機動力に関しては、田中広輔、菊池涼介、丸佳浩、鈴木誠也らを中心に築き上げ、3連覇中の盗塁数はいずれも100盗塁を超えてリーグ1位だった。同時に得点力にも優れ、3連覇中はシーズン700得点前後を記録し、こちらも全ての年でリーグ1位だった。また、犠打に関しても3連覇中には菊池がいずれもリーグ1位となっている他、チーム犠打数も3位以内にランクインしており、2017年と2018年には100犠打を超えて1位となっている。
監督就任後初の仕事となった2014年度新人選手選択会議では、 元々即戦力の投手を希望していたものの、映像を見て「一目ぼれ」し外野手の野間峻祥を外れ1位で指名、自身が現役時代につけていた背番号「37」を野間がつけることとなった。1年目の2015年から野間を積極的に起用し、野間は2018年に初の規定打席到達を成し遂げてリーグ3連覇に貢献した。しかし2019年6月30日の横浜DeNA戦（横浜スタジアム）で全力疾走を怠った野間に対し、試合後の監督室で平手で複数回、たたくなどの行為が発覚。7月15日には球団から厳重注意処分を科され、同日試合前にはコーチ、選手とスタッフを集めて全員に「申し訳ない」と謝罪した。
ペナントレースを戦う中では、それまでそれぞれが独立したような立場だった各トレーナー部門を一本化し、自身もトレーナー部と密な連係を組んで強固な関係を築くことで、選手のコンディション管理を徹底した。さらに、試合中はウエスト、牽制の回数、間合いなど投手の一球一球の判断を全てベンチから指示していた。これらの采配を準備するために、ナイター試合でも朝8時過ぎにはマツダスタジアムに姿を見せ、映像に見入るなど、研究に研究を重ねたが、同時に1日タバコを60本吸い、コーヒーを20杯近く飲む非健康的な生活を送っていたことが災いし、2019年終盤は病院に通い点滴を打ちながら指揮を執っていた。
また、引退後もコーチとして残留し続けた結果、野球評論家・野球解説者としての活動経験がなかったこともあり、在任中は、取材などで必要以上にチームについて話すことで、相手に情報が渡ってしまうことを怖れ、マスコミと一定の距離を保つことにしていた。

## 詳細情報

### 年度別打撃成績
| 年 度     | 球 団     | 試 合 | 打 席 | 打 数 | 得 点 | 安 打 | 二 塁 打 | 三 塁 打 | 本 塁 打 | 塁 打 | 打 点 | 盗 塁 | 盗 塁 死 | 犠 打 | 犠 飛 | 四 球 | 敬 遠 | 死 球 | 三 振 | 併 殺 打 | 打 率 | 出 塁 率 | 長 打 率 | O P S |
| --------- | --------- | ----- | ----- | ----- | ----- | ----- | -------- | -------- | -------- | ----- | ----- | ----- | -------- | ----- | ----- | ----- | ----- | ----- | ----- | -------- | ----- | -------- | -------- | ----- |
| 1988      | 広島      | 1     | 5     | 5     | 1     | 1     | 0        | 0        | 1        | 4     | 1     | 0     | 0        | 0     | 0     | 0     | 0     | 0     | 2     | 0        | .200  | .200     | .800     | 1.000 |
| 1989      | 広島      | 2     | 0     | 0     | 1     | 0     | 0        | 0        | 0        | 0     | 0     | 1     | 0        | 0     | 0     | 0     | 0     | 0     | 0     | 0        | ----  | ----     | ----     | ----  |
| 1990      | 広島      | 32    | 15    | 14    | 9     | 5     | 0        | 1        | 2        | 13    | 4     | 2     | 0        | 0     | 0     | 1     | 0     | 0     | 3     | 0        | .357  | .400     | .929     | 1.329 |
| 1991      | 広島      | 102   | 240   | 200   | 26    | 37    | 3        | 0        | 5        | 55    | 11    | 12    | 6        | 8     | 0     | 30    | 0     | 2     | 37    | 2        | .185  | .297     | .275     | .572  |
| 1992      | 広島      | 86    | 127   | 115   | 25    | 26    | 3        | 0        | 3        | 38    | 10    | 18    | 1        | 3     | 0     | 8     | 0     | 1     | 21    | 2        | .226  | .282     | .330     | .613  |
| 1993      | 広島      | 93    | 180   | 150   | 25    | 36    | 7        | 3        | 4        | 61    | 21    | 14    | 3        | 8     | 1     | 20    | 1     | 1     | 36    | 4        | .240  | .331     | .407     | .738  |
| 1994      | 広島      | 57    | 141   | 126   | 16    | 35    | 2        | 2        | 5        | 56    | 14    | 12    | 5        | 2     | 1     | 10    | 0     | 2     | 25    | 3        | .278  | .338     | .444     | .783  |
| 1995      | 広島      | 101   | 335   | 272   | 56    | 86    | 11       | 2        | 10       | 131   | 43    | 47    | 7        | 4     | 3     | 50    | 2     | 6     | 45    | 3        | .316  | .429     | .482     | .911  |
| 1996      | 広島      | 129   | 597   | 516   | 95    | 144   | 25       | 6        | 23       | 250   | 71    | 50    | 10       | 9     | 1     | 61    | 1     | 10    | 129   | 7        | .279  | .366     | .484     | .850  |
| 1997      | 広島      | 135   | 615   | 528   | 103   | 143   | 26       | 5        | 17       | 230   | 57    | 49    | 9        | 9     | 2     | 70    | 1     | 6     | 93    | 9        | .271  | .361     | .436     | .797  |
| 1998      | 広島      | 107   | 442   | 380   | 67    | 124   | 24       | 3        | 15       | 199   | 59    | 17    | 12       | 5     | 6     | 47    | 0     | 4     | 61    | 6        | .326  | .400     | .524     | .924  |
| 1999      | 広島      | 132   | 592   | 495   | 111   | 151   | 23       | 3        | 36       | 288   | 69    | 18    | 12       | 2     | 2     | 86    | 7     | 7     | 76    | 6        | .305  | .414     | .582     | .995  |
| 2000      | 広島      | 21    | 76    | 66    | 11    | 12    | 3        | 0        | 3        | 24    | 10    | 1     | 1        | 1     | 1     | 8     | 0     | 0     | 15    | 2        | .182  | .267     | .364     | .630  |
| 2001      | 広島      | 64    | 192   | 159   | 17    | 39    | 7        | 0        | 8        | 70    | 29    | 1     | 0        | 5     | 4     | 21    | 1     | 3     | 26    | 3        | .245  | .337     | .440     | .777  |
| 2002      | 広島      | 130   | 539   | 476   | 77    | 143   | 24       | 0        | 25       | 242   | 73    | 4     | 2        | 5     | 2     | 46    | 0     | 10    | 95    | 8        | .300  | .373     | .508     | .881  |
| 2003      | 広島      | 136   | 599   | 530   | 75    | 159   | 35       | 0        | 29       | 281   | 82    | 8     | 4        | 13    | 3     | 42    | 2     | 11    | 100   | 8        | .300  | .362     | .530     | .892  |
| 2004      | 広島      | 122   | 512   | 456   | 91    | 133   | 20       | 2        | 26       | 235   | 64    | 4     | 3        | 3     | 3     | 41    | 0     | 9     | 87    | 11       | .292  | .360     | .515     | .875  |
| 2005      | 広島      | 122   | 490   | 431   | 60    | 132   | 22       | 2        | 21       | 221   | 57    | 3     | 5        | 2     | 3     | 46    | 6     | 8     | 65    | 2        | .306  | .381     | .513     | .894  |
| 2006      | 広島      | 81    | 242   | 215   | 28    | 61    | 13       | 0        | 6        | 92    | 29    | 2     | 4        | 1     | 3     | 17    | 1     | 6     | 33    | 6        | .284  | .349     | .428     | .776  |
| 2007      | 広島      | 33    | 91    | 83    | 5     | 15    | 5        | 0        | 0        | 20    | 4     | 1     | 1        | 1     | 1     | 6     | 0     | 0     | 19    | 5        | .181  | .233     | .241     | .474  |
| 2008      | 広島      | 69    | 88    | 76    | 5     | 15    | 3        | 0        | 2        | 24    | 10    | 2     | 1        | 0     | 1     | 11    | 0     | 0     | 10    | 2        | .197  | .295     | .316     | .611  |
| 2009      | 広島      | 53    | 60    | 49    | 2     | 9     | 1        | 1        | 0        | 12    | 7     | 2     | 0        | 0     | 1     | 9     | 0     | 1     | 2     | 0        | .184  | .317     | .245     | .562  |
| NPB：22年 | NPB：22年 | 1808  | 6178  | 5342  | 906   | 1506  | 257      | 30       | 241      | 2546  | 725   | 268   | 86       | 81    | 38    | 630   | 22    | 87    | 980   | 89       | .282  | .365     | .477     | .841  |

- 各年度の太字はリーグ最高

### 年度別守備成績
| 年 度 | 一塁  | 一塁  | 一塁  | 一塁  | 一塁  | 一塁     | 二塁  | 二塁  | 二塁  | 二塁  | 二塁  | 二塁     | 三塁  | 三塁  | 三塁  | 三塁  | 三塁  | 三塁     | 外野  | 外野  | 外野  | 外野  | 外野  | 外野     |
| 年 度 | 試 合 | 刺 殺 | 補 殺 | 失 策 | 併 殺 | 守 備 率 | 試 合 | 刺 殺 | 補 殺 | 失 策 | 併 殺 | 守 備 率 | 試 合 | 刺 殺 | 補 殺 | 失 策 | 併 殺 | 守 備 率 | 試 合 | 刺 殺 | 補 殺 | 失 策 | 併 殺 | 守 備 率 |
| ----- | ----- | ----- | ----- | ----- | ----- | -------- | ----- | ----- | ----- | ----- | ----- | -------- | ----- | ----- | ----- | ----- | ----- | -------- | ----- | ----- | ----- | ----- | ----- | -------- |
| 1988  | -     | -     | -     | -     | -     | -        | 1     | 1     | 2     | 0     | 0     | 1.000    | -     | -     | -     | -     | -     | -        | -     | -     | -     | -     | -     | -        |
| 1990  | -     | -     | -     | -     | -     | -        | -     | -     | -     | -     | -     | -        | 3     | 2     | 4     | 0     | 0     | 1.000    | 22    | 5     | 0     | 0     | 0     | 1.000    |
| 1991  | -     | -     | -     | -     | -     | -        | 8     | 11    | 14    | 0     | 2     | 1.000    | -     | -     | -     | -     | -     | -        | 84    | 99    | 4     | 2     | 0     | .981     |
| 1992  | -     | -     | -     | -     | -     | -        | 1     | 1     | 0     | 0     | 0     | 1.000    | 3     | 1     | 2     | 1     | 1     | .750     | 78    | 59    | 3     | 2     | 0     | .969     |
| 1993  | -     | -     | -     | -     | -     | -        | -     | -     | -     | -     | -     | -        | -     | -     | -     | -     | -     | -        | 75    | 90    | 3     | 0     | 1     | 1.000    |
| 1994  | -     | -     | -     | -     | -     | -        | 6     | 5     | 10    | 1     | 1     | .938     | -     | -     | -     | -     | -     | -        | 42    | 55    | 0     | 0     | 0     | 1.000    |
| 1995  | -     | -     | -     | -     | -     | -        | 3     | 4     | 3     | 0     | 1     | 1.000    | -     | -     | -     | -     | -     | -        | 97    | 181   | 6     | 3     | 1     | .984     |
| 1996  | -     | -     | -     | -     | -     | -        | 1     | 0     | 0     | 0     | 0     | -        | -     | -     | -     | -     | -     | -        | 128   | 260   | 15    | 3     | 1     | .989     |
| 1997  | -     | -     | -     | -     | -     | -        | -     | -     | -     | -     | -     | -        | -     | -     | -     | -     | -     | -        | 134   | 317   | 10    | 5     | 1     | .985     |
| 1998  | -     | -     | -     | -     | -     | -        | -     | -     | -     | -     | -     | -        | -     | -     | -     | -     | -     | -        | 103   | 201   | 8     | 3     | 1     | .986     |
| 1999  | -     | -     | -     | -     | -     | -        | 2     | 0     | 0     | 0     | 0     | -        | -     | -     | -     | -     | -     | -        | 132   | 277   | 3     | 2     | 2     | .993     |
| 2000  | -     | -     | -     | -     | -     | -        | -     | -     | -     | -     | -     | -        | -     | -     | -     | -     | -     | -        | 18    | 25    | 0     | 0     | 0     | 1.000    |
| 2001  | -     | -     | -     | -     | -     | -        | -     | -     | -     | -     | -     | -        | -     | -     | -     | -     | -     | -        | 43    | 7     | 1     | 1     | 1     | .986     |
| 2002  | -     | -     | -     | -     | -     | -        | -     | -     | -     | -     | -     | -        | -     | -     | -     | -     | -     | -        | 126   | 194   | 6     | 3     | 0     | .985     |
| 2003  | -     | -     | -     | -     | -     | -        | -     | -     | -     | -     | -     | -        | -     | -     | -     | -     | -     | -        | 136   | 259   | 8     | 2     | 1     | .993     |
| 2004  | -     | -     | -     | -     | -     | -        | -     | -     | -     | -     | -     | -        | -     | -     | -     | -     | -     | -        | 109   | 194   | 8     | 3     | 2     | .985     |
| 2005  | -     | -     | -     | -     | -     | -        | -     | -     | -     | -     | -     | -        | -     | -     | -     | -     | -     | -        | 113   | 203   | 4     | 2     | 3     | .990     |
| 2006  | 2     | 11    | 0     | 1     | 0     | .917     | -     | -     | -     | -     | -     | -        | -     | -     | -     | -     | -     | -        | 54    | 104   | 1     | 1     | 0     | .991     |
| 2007  | -     | -     | -     | -     | -     | -        | -     | -     | -     | -     | -     | -        | -     | -     | -     | -     | -     | -        | 22    | 33    | 1     | 0     | 0     | 1.000    |
| 2008  | -     | -     | -     | -     | -     | -        | -     | -     | -     | -     | -     | -        | -     | -     | -     | -     | -     | -        | 4     | 1     | 0     | 0     | 0     | 1.000    |
| 2009  | -     | -     | -     | -     | -     | -        | -     | -     | -     | -     | -     | -        | -     | -     | -     | -     | -     | -        | 4     | 3     | 0     | 0     | 0     | 1.000    |
| 通算  | 2     | 11    | 0     | 1     | 0     | .917     | 22    | 22    | 29    | 1     | 4     | .981     | 6     | 3     | 6     | 1     | 1     | .900     | 1524  | 2567  | 81    | 32    | 14    | .988     |

- 太字年はゴールデングラブ賞受賞

### タイトル
- 盗塁王：3回（1995年 - 1997年）

### 表彰
- ゴールデングラブ賞：5回（外野手部門：1995年 - 1999年）
- 月間MVP：1回（打者部門：1995年9月） ※セ・リーグ歴代3位の月間21盗塁
- JA全農Go・Go賞：2回（強肩賞：1996年9月 好走塁賞：1998年4月）
- スピードアップ賞：1回（2003年）
- 出身地別東西対抗戦優秀選手：1回（1999年）
- 最優秀監督賞：3回（セ・リーグ連盟特別表彰：2016年 - 2018年）
- 鳥栖市市民栄誉賞（1995年）[42]
- ベスト・ファーザー イエローリボン賞 in 「プロ野球部門」（2008年）
- ユーキャン新語・流行語大賞 年間大賞（2016年、「神ってる」、鈴木誠也と共同で受賞）

### 記録
初記録
- 初出場・初先発出場：1988年9月17日、対阪神タイガース23回戦（阪神甲子園球場）、「7番・二塁手」として出場
- 初安打・初本塁打・初打点：同上、4回表に野田浩司から左越ソロ
- 初盗塁：1989年9月16日、対中日ドラゴンズ21回戦（ナゴヤ球場）、8回表に二盗（投手：郭源治、捕手：山崎武司）

節目の記録
- 100本塁打：1999年6月23日、対ヤクルトスワローズ13回戦（明治神宮野球場）、1回表に高木晃次から左越先頭打者本塁打 ※史上204人目
- 1000試合出場：2001年3月31日、対中日ドラゴンズ2回戦（ナゴヤドーム）、「3番・中堅手」として先発出場 ※史上365人目
- 150本塁打：2002年8月30日、対中日ドラゴンズ22回戦（ナゴヤドーム）、8回表に小笠原孝から左越ソロ ※史上123人目
- 1000本安打：2003年5月5日、対読売ジャイアンツ7回戦（東京ドーム）、5回表に真田裕貴から右越二塁打 ※史上212人目
- 250盗塁：2003年7月19日、対阪神タイガース16回戦（阪神甲子園球場）、3回表に二盗（投手：下柳剛、捕手：矢野輝弘） ※史上35人目
- 200本塁打：2004年6月30日、対中日ドラゴンズ14回戦（長良川球場）、5回表に久本祐一から左越ソロ ※史上81人目
- 1500試合出場：2005年6月8日、対福岡ソフトバンクホークス5回戦（広島市民球場）、「3番・中堅手」として先発出場 ※史上144人目
- 1500本安打：2009年6月8日、対オリックス・バファローズ4回戦（しまなみ球場）、8回裏に嶋重宣の代打として出場、清水章夫から中前2点適時打 ※史上102人目

その他の記録
- 通算初回先頭打者本塁打：28本（表22本、裏6本） ※歴代5位、表22本はセ・リーグ記録
- シーズン初回先頭打者本塁打：8本（1999年） ※歴代2位タイ
- 連続試合盗塁：10（1995年） ※セ・リーグ記録
- サヨナラ満塁本塁打（1997年） ※史上22本目、3点差を逆転したものは史上8本目、2死からは史上3本目
- 外野手レンジファクター（RF/G）1位：1回（1997年：2.44）[43]
- オールスターゲーム出場：1回（1999年）

### 背番号
- 37（1987年 - 1995年）
- 9（1996年 - 2009年）
- 79（2010年 - 2019年）

### 通算監督成績
レギュラーシーズン
| 年 度     | 球 団     | 順 位     | 試 合 | 勝 利 | 敗 戦 | 引 分 | 勝 率 | ゲ ｜ ム 差            | 本 塁 打               | 打 率                  | 防 御 率               | 年 齡                  |
| --------- | --------- | --------- | ----- | ----- | ----- | ----- | ----- | ---------------------- | ---------------------- | ---------------------- | ---------------------- | ---------------------- |
| 2015      | 広島      | 4位       | 143   | 69    | 71    | 3     | .493  | 6.5                    | 105                    | .247                   | 2.92                   | 46歳                   |
| 2016      | 広島      | 1位       | 143   | 89    | 52    | 2     | .631  | -                      | 153                    | .272                   | 3.20                   | 47歳                   |
| 2017      | 広島      | 1位       | 143   | 88    | 51    | 4     | .633  | -                      | 152                    | .273                   | 3.39                   | 48歳                   |
| 2018      | 広島      | 1位       | 143   | 82    | 59    | 2     | .582  | -                      | 175                    | .262                   | 4.12                   | 49歳                   |
| 2019      | 広島      | 4位       | 143   | 70    | 70    | 3     | .500  | 6.5                    | 140                    | .254                   | 3.68                   | 50歳                   |
| 通算：5年 | 通算：5年 | 通算：5年 | 714   | 397   | 303   | 14    | .567  | Aクラス3回、Bクラス2回 | Aクラス3回、Bクラス2回 | Aクラス3回、Bクラス2回 | Aクラス3回、Bクラス2回 | Aクラス3回、Bクラス2回 |

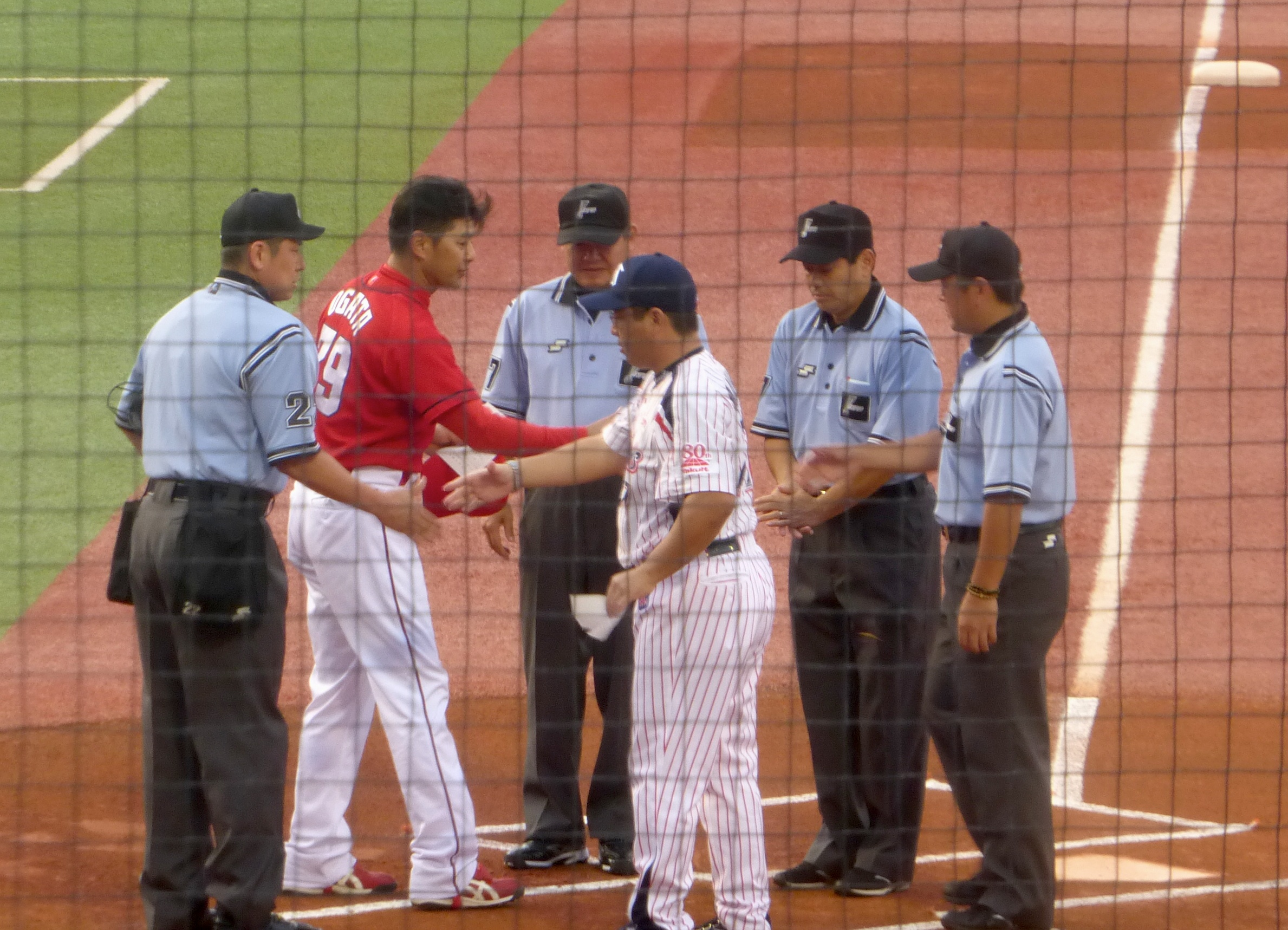
2015年7月30日

※1　2019年5月22日、対ドラゴンズ戦11回戦（マツダスタジアム）を私用により欠場。監督代行は高信二一軍ヘッドコーチ（1勝）。通算成績に含まない
ポストシーズン
| 年 度  | 球 団 | 大 会 名                                                 | 相 手                                       | 勝 敗                        |
| ------ | ----- | -------------------------------------------------------- | ------------------------------------------- | ---------------------------- |
| 2016年 | 広島  | セ・リーグ クライマックスシリーズ ファイナルステージ(※1) | 横浜DeNAベイスターズ（セ・リーグ3位）       | 4勝1敗=日本シリーズ進出 (※2) |
| 2016年 | 広島  | 日本シリーズ                                             | 北海道日本ハムファイターズ（パ・リーグ1位） | 2勝4敗＝敗退                 |
| 2017年 | 広島  | セ・リーグ クライマックスシリーズ ファイナルステージ(※1) | 横浜DeNAベイスターズ（セ・リーグ3位）       | 2勝4敗＝敗退(※2)             |
| 2018年 | 広島  | セ・リーグ クライマックスシリーズ ファイナルステージ(※1) | 読売ジャイアンツ（セ・リーグ3位）           | 4勝0敗=日本シリーズ進出 (※2) |
| 2018年 | 広島  | 日本シリーズ                                             | 福岡ソフトバンクホークス（パ・リーグ2位）   | 1勝4敗1分=敗退               |

※1 クライマックスシリーズファイナルステージは6試合制で先に4勝したチームの優勝、リーグ優勝チームに1勝のアドバンテージ
※2 アドバンテージの1勝を含む。

## 関連情報

### 著書
- 赤の継承 カープ三連覇の軌跡（2021年1月19日、光文社）

### DVD
- 広島東洋カープ球団公認 緒方孝市 引退記念DVD カープを愛した23年 1986 - 2009 緒方孝市 駆け抜けた仕事人（2009年11月、中国放送、85分収録）特典映像「2009年10月10日 引退記者会見」